# Perula ambahonalis
Perula ambahonalis är en fjärilsart som beskrevs av Antoine Fortuné Marion och Pierre E.L. Viette 1956. Perula ambahonalis ingår i släktet Perula och familjen mott. Inga underarter finns listade i Catalogue of Life.